# Saimone Taumoepeau
Saimone Taumoepeau (Haʻapai, 21 dicembre 1979) è un rugbista a 15 neozelandese di origine tongana, pilone nella formazione francese del Castres Olympique, con cui si è laureato campione nazionale nel 2013.

## Palmarès
- Campionati francesi: 1
Castres: 2012-13